# ミュールジカ
ミュールジカ（Odocoileus hemionus）は、北アメリカ西部で普通にみられるシカである。耳がラバ（ミュール）のそれに似ているのでこの名前がある。尻尾がすべて黒いオグロジカを含む数種類の亜種があり、近縁のオジロジカとは違って、ミズーリ川より西の地域、特に、ロッキー山脈付近に分布する。ハワイのカウアイ島やアルゼンチンに移入されたこともある。
シートン動物記の The Trail of The Sandhill Stag（邦題『サンドヒルの牡鹿』『サンドヒル･スタッグ　どこまでも続く雄ジカの足あと』）に出てくるのは、このミュールジカである。カナダ・マニトバ州が舞台ということで後述 種類 の「O. h. peninsulae」種と思われる。

## 特徴
オジロジカ属の中では最大種で、肩高1-1.1m、体長2mにもなる。大人のオスは体重が68kgから140kg、一方メスは平均して57kgから79kgで、大きなオスになると230kgにもなる。オジロジカのように、同じ地域内で際立った体格差が見られることはない。
オジロジカとの外見上の大きな違いは、耳の大きさ、尻尾の色、そしてオスの角の形である。体の大きさの違いで見分けられることも多い。また、ミュールジカの尻尾は先端が黒いが、オジロジカは黒くない。角も、ミュールジカは複数の枝に分かれ、年を重ねるごとにフォーク状に横に張るが、オジロジカの角は、1本の角から枝分かれする。
角は毎年、交尾期の後に抜け落ちるが、春にはすぐに新しいものが生えて来る。抜け落ちるのは2月半ばが一般的だが、地域差がある。

## 生態

### 食性
夏は主に草を食べるが、果実を食べることもある。例えばブラックベリー、ブルーベリー、レモンリーフの実やスィンブルベリーである。また、有毒であるにもかかわらず、カリフォルニア・バックアイ（カリフォルニアトチノキ）の葉を食べることでも知られる。
冬は毬果、とりわけダグラスモミや、ヒノキ科や、イチイ属、ビャクシン属の樹木の実を食べる。また、落葉樹や灌木（特にハコヤナギ、ヤナギ、ハナミズキ、ザイフリボク、セージ）の枝も食べる。ドングリやリンゴを食べることもある。ミュールジカが生息する地域の大部分は、冬になると、食物が雪と氷におおわれ、そうでないわずかな食物も成長が鈍る。食物が少ない環境での冬を乗り切るために、ミュールジカは動きが少なくなり、新陳代謝が鈍くなる。冬はミュールジカの死亡率が一番高くなる時期で、特にその前の春に生まれた子の死亡率が高い。そのため、ミュールジカは、冬場は雪が多い山から谷へと移動する。人間による餌付けが行われることもあるが、こういう給餌のやり方は、よほど適切に行われない限り、いい結果を生まない。

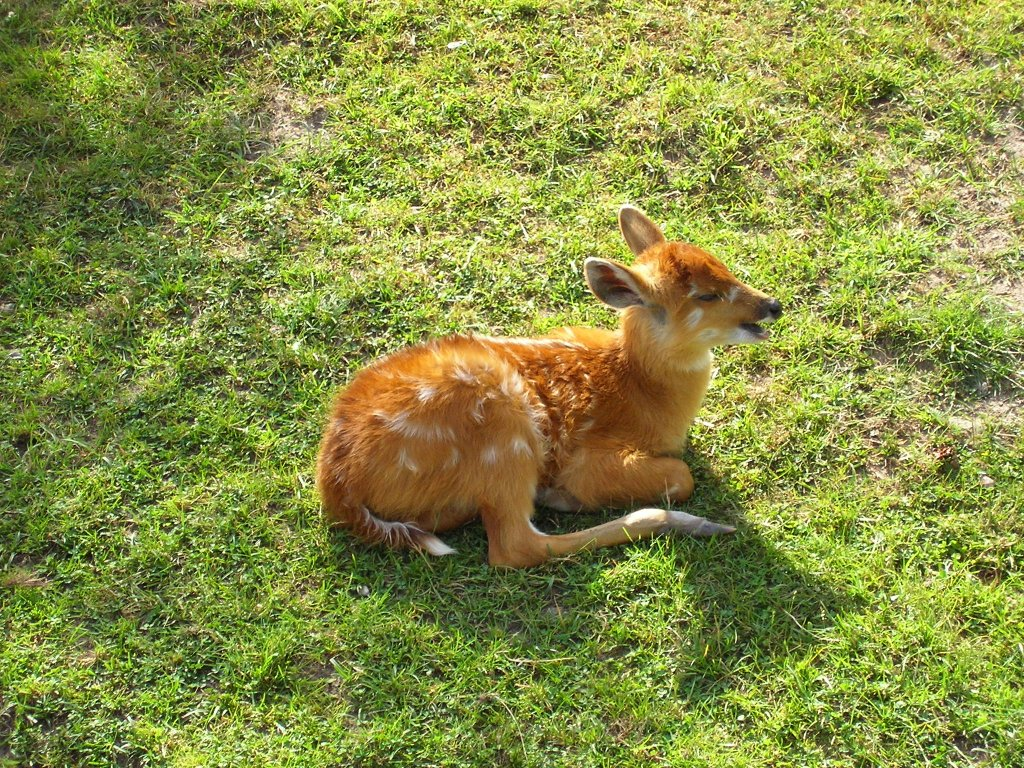
ミュールジカの子

ミュールジカは木の葉よりも草を食べる傾向があり、食物となる草の多寡によって生息数が増減する。水や餌を求めて移動することはまれで、食物があるところから、歩いて移動できる場所にねぐらを構える性質がある。
子供のころは家族単位で採食するが、大人のオスは単独、もしくは他のオス数頭と採食する。夜明けまたは日暮れの頃に食物を採り、昼間は休んでいることが多いが、見通しのいい農地や、満月の時期、そして、ハンターから追われている場合には、夜にも餌をあさる。ミュールジカの寝る場所は、たらいほどの大きさで、よく使う場所は表面がこすり取られているが、間に合わせのねぐらは、せいぜい草がぺしゃんこになった程度である。

### 繁殖

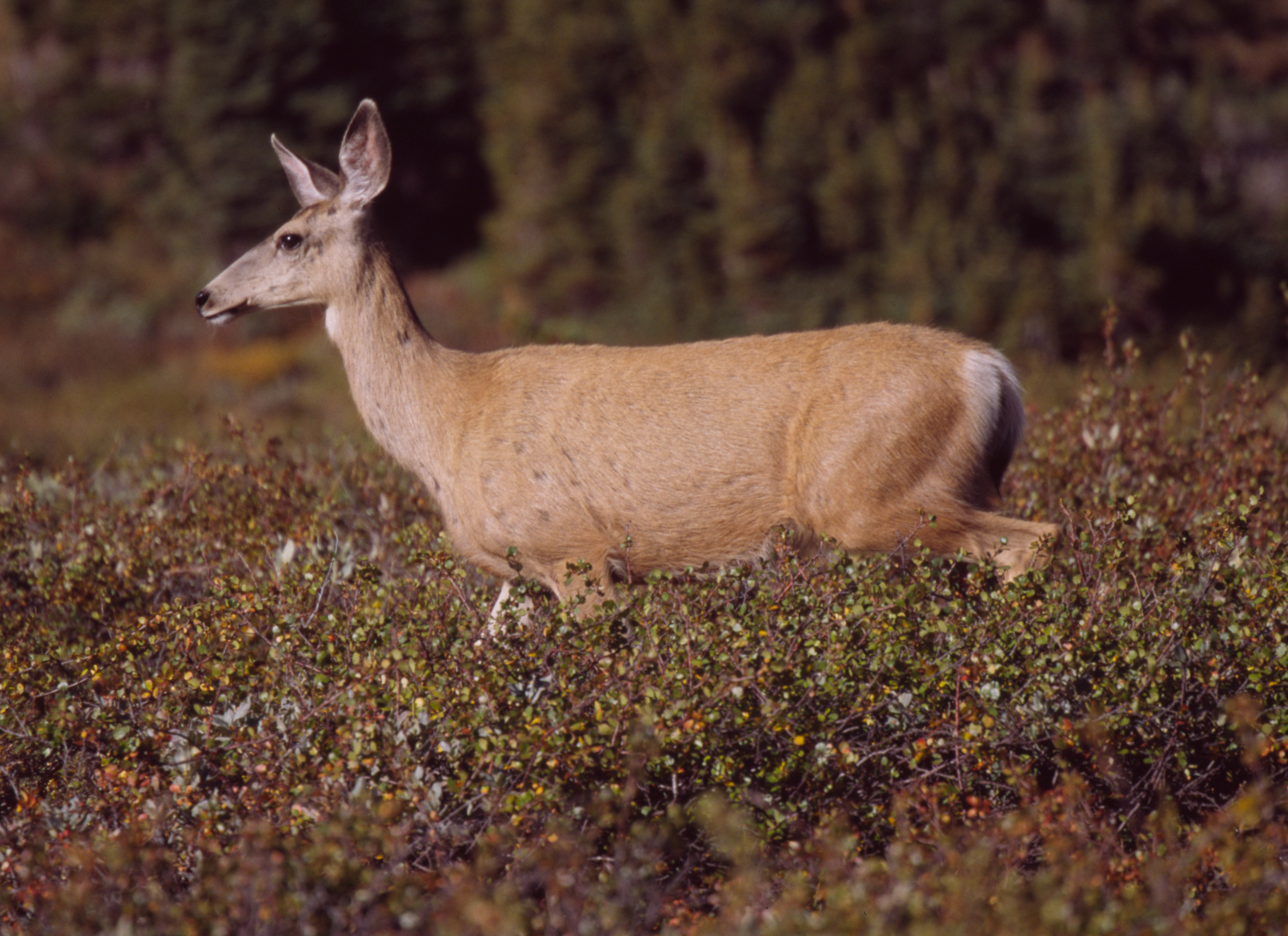
メスのミュールジカ（カナダ、アルバータ州）

繁殖のサイクルも、このシカを知る上では欠かせない。交尾期もしくは発情期は秋に始まり、メスは数日間盛りがついた状態となり、オスは、相手を求めてより攻撃的になる。メスは最低1頭のオスと交尾するが、つがいとならなかった場合は、一月以内に発情期に戻る。妊娠期間は約190－200日で、春に生まれた子ジカは、生後60－75日経って乳離れをする。
子ジカは通例1頭または2頭だが、たまに三つ子が誕生することもある。子ジカは、生まれた年の冬は母親と一緒に過ごす。

### 天敵
ミュールジカの天敵は人間に留まらない。ハイイロオオカミやクーガーは、成獣にとっての主な天敵である。ボブキャット、コヨーテ、アメリカクロクマやハイイログマは、成獣はめったに捕食しないが、子ジカは普通に捕食する。
1960年代より、プリオンによる慢性消耗病（CWD）が問題になっている。

## 種類

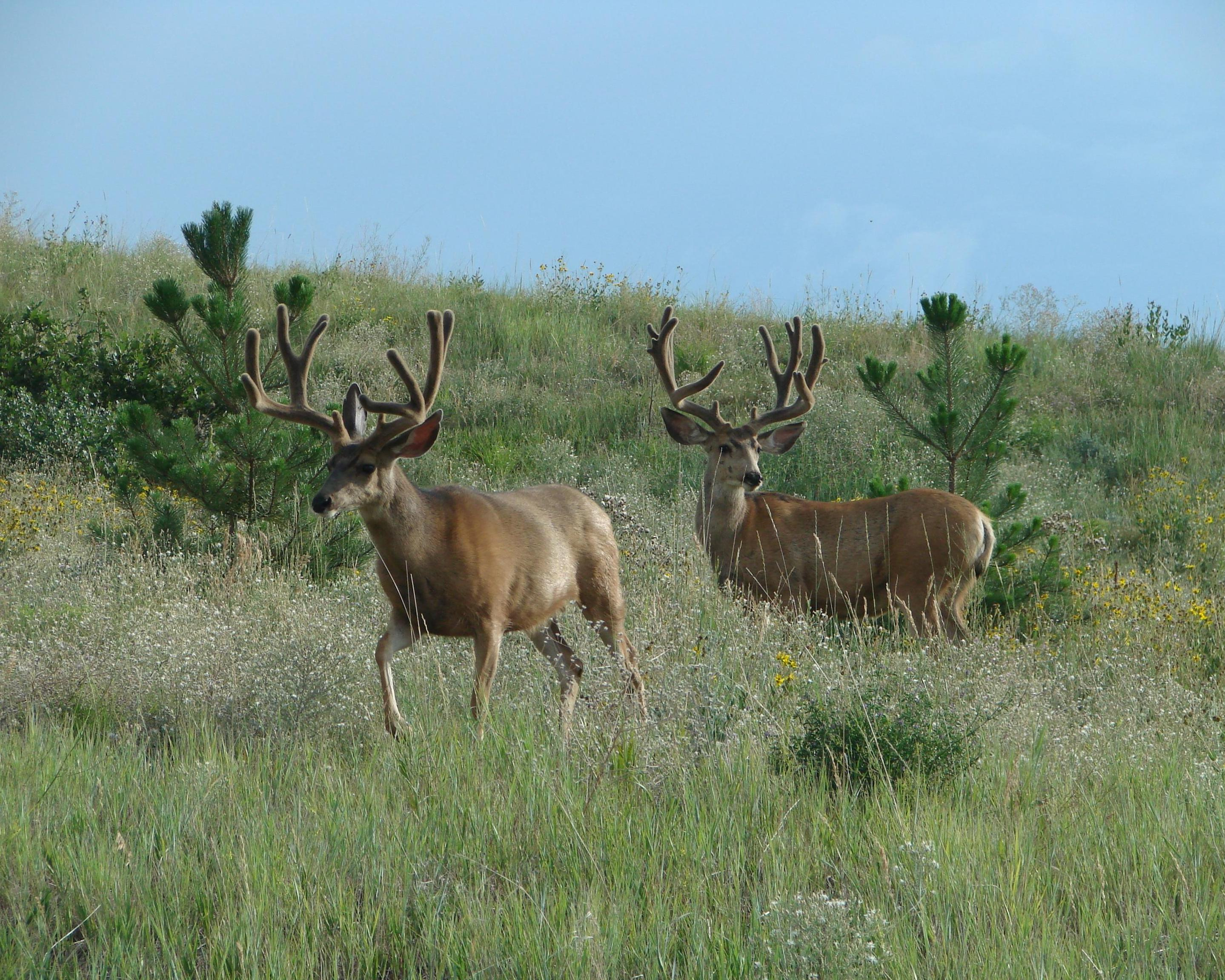
2頭のオス（コロラド州）

ミュールジカは、狭義のミュールジカ（sensu stricto）とオグロジカの2つのグループに分けられる。オグロジカの仲間である O. h. columbianus と O. h. sitkensis を除くすべての亜種が、ミュールジカの仲間に含まれる。この両者は別亜種として扱われているが、交配が可能であり、最近では、専門家はこの2種をほぼ同種として扱っている 。
ただし、ミュールジカとオジロジカのミトコンドリアDNAは似通っている一方で、ミュールジカとオグロジカのミトコンドリアDNAには比較的大きな違いがある。これは交雑による遺伝子汚染のせいだと考えられているが、ミュールジカとオジロジカが野生の状態で交雑することはまれで、交雑種は生存率が低い（ただしテキサス西部では、一般的になっているようである）。交雑の観察記録の主張は正当とは言えず、外見的な特徴による識別は難しい。
- ミュールジカ 
  - O. h. californicus – カリフォルニアに分布
  - O. h. cerrosensis – セドロス島に分布
  - O. h. eremicus – メキシコ北西部、アリゾナに分布
  - O. h. fuliginatus – カリフォルニア南部、バハカリフォルニアに分布
  - O. h. hemionus – 基亜種。北アメリカ西部と中部に分布
  - O. h. inyoensis – シエラネバダ、カリフォルニアに分布
  - O. h. peninsulae – バハカリフォルニアに分布
  - O. h. sheldoni – ティブロン島に分布
- オグロジカ 
  - O. h. columbianus – 北米太平洋岸北西部、カリフォルニア北部に分布
  - O. h. sitkensis – 北米太平洋岸、ブリティッシュコロンビア西部沖の島嶼部に分布